# Уваров, Андрей Иванович
Андре́й Ива́нович Ува́ров (род. 28 сентября 1971, Москва) — российский солист балета, премьер Большого театра, балетный педагог, театральный менеджер, народный артист России (2001).

## Биография
Родился в Москве в семье инженеров — Ивана Николаевича и Таисии Ильиничны Уваровых. С детства проявлял артистические способности, занимался фигурным катанием и в хореографическом кружке при Доме культуры Микояновского мясокомбината.
В 1981 году поступил в Московское академическое хореографическое училище, которое окончил в 1989 году по классу профессора Александра Бондаренко. В том же году был принят в труппу Большого театра России, где уже через год начал танцевать сольные и ведущие партии. Одновременно продолжал своё образование в Московском государственном хореографическом институте на курсе Бондаренко, который окончил в 1995 году.
В Большом занимался в классе Бориса Акимова, а свои первые партии готовил под руководством Николая Симачёва. Уже в начале карьеры проявил себя как безукоризненный классический танцовщик лирико-романтического плана. Совершенство формы сочетается у него с великолепной сценической внешностью, изящностью облика, аристократичностью манер. По словам известного театроведа Виталия Вульфа: «Виртуозность и льющиеся линии, изысканная манера, таящая обещание романтических встреч, и природный лиризм подают пример идеального сценического премьера…»
Отточенная техника и безукоризненное владение приёмами дуэтного танца сделали Андрея Уварова одним из лучших премьеров современного балетного театра. В разные годы его партнёршами по сцене были самые знаменитые прима-балерины нашего времени: Нина Ананиашвили, Мария Александрова, Мария Аллаш, Анна Антоничева, Алтынай Асылмуратова, Анастасия Волочкова, Надежда Грачёва, Светлана Захарова, Екатерина Крысанова, Ульяна Лопаткина, Светлана Лунькина, Юлия Махалина, Надежда Павлова, Инна Петрова, Марианна Рыжкина, Нина Семизорова, Галина Степаненко, Татьяна Чернобровкина, Изабель Герен, Элизабет Платель, Марианела Нуньес, Полина Семионова и многие другие. В последние годы педагогом-репетитором Андрея Уварова был Николай Фадеечев.
В 2011 году выступлением со Светланой Захаровой на открытии исторической сцены Большого театра Уваров завершил сценическую карьеру и перешёл на педагогическую деятельность в Московский академический музыкальный театр имени К. С. Станиславского и Вл. И. Немировича-Данченко. С 2016 года — управляющий балетом Московского музыкального театра. В 2020 году Андрей Уваров назначен заместителем директора Севастопольского театра оперы и балета. С 2025 года балетмейстер-репетитор Большого театра.

### Семья
Жена — Мария Ивановна Уварова (Антропова). Дочь — Марианна (род. 1995) от первого брака с Светланой Уваровой (Филипповой).

## Репертуар (основные партии)
- 1991 — «Ромео и Джульетта» С. Прокофьева, балетмейстер Ю. Григорович — Парис
- 1991 — «Шопениана» на музыку Ф. Шопена — Юноша
- 1992 — «Лебединое озеро» П. Чайковского — Принц Зигфрид
- 1992 — «Ромео и Джульетта» С. Прокофьева, балетмейстер Ю. Григорович — Ромео
- 1992 — «Иван Грозный» на музыку С. Прокофьева — Князь Курбский
- 1993 — «Жизель» А. Адана — Альберт
- 1993 — «Спящая красавица» П. Чайковского — Принц Дезире
- 1994 — «Баядерка» Л. Минкуса — Солор
- 1995 — «Дон Кихот» Л. Минкуса — Базиль
- 1995 — «Ромео и Джульетта» С. Прокофьева, хореография Л. Лавровского — Ромео
- 1997 — «Раймонда» А. Глазунова — Жан де Бриен
- 1998 — «Сны о Японии» балет А. Ратманского на музыку Л. Ето, Н. Ямагучи и А. Тоша — Солист — первый исполнитель
- 1999 — «Дон Кихот» Л. Минкуса, редакция А. Фадеечева — Базиль
- 1999 — «Симфония до мажор» Ж. Бизе — Солист II части — первый исполнитель
- 1999 — «Спартак» А. Хачатуряна — Спартак (дебют на гастролях в Лондоне)
- 2001 — «Лебединое озеро» П. Чайковского, балетмейстер Ю. Григорович (2-я редакция) — Принц Зигфрид
- 2005 — «Сон в летнюю ночь» на музыку Ф. Мендельсона-Бартольди и Д. Лигети — Лизандр
- 2005 — «Кармен-сюита» Ж. Бизе — Р. Щедрина — Хозе
- 2007 — «Серенада» на музыку П. Чайковского — Солист
- 2008 — Большое классическое па из балета «Пахита» Л. Минкуса — Люсьен д’Эрвильи

## Фильмография
- 2000 — «Дон Кихот»
- 2001 — «Баядерка»

## Награды и премии
- 1993 — Приз Международной ассоциации деятелей хореографии «Benois de la dance» за исполнение партии Ромео в балете «Ромео и Джульетта» в постановке Ю. Григоровича
- 1995 — Первая премия Международного конкурса артистов балета в Осаке (Япония)
- 1996 — Заслуженный артист Российской Федерации
- 2001 — Народный артист Российской Федерации[1]
- 2003 — Приз журнала «Балет» «Душа танца» в номинации «Звезда танца»

### Видео
- Принц Большого Театра часть 1-я, 2005
- Принц Большого Театра часть 2-я, 2005
- Принц Большого Театра часть 3-я, 2005
- Андрей Уваров и Светлана Захарова — "Кармен-сюита". — Гала в честь Алисии Алонсо, 2 августа 2011